# Église Saint-Michel de Brécy
L'église Saint-Michel est une église située à Brécy, en France.

## Localisation
L'église est située sur la commune de Brécy, dans le département de l'Aisne.

## Historique
Le monument,  construit au 12e siècle, est en grande partie détruit durant la Première Guerre Mondiale ; il est classé au titre des monuments historiques en 1920.